# Орловский Шлюз
Орловский Шлюз — посёлок в Большедворском сельском поселении Бокситогорского района Ленинградской области.

## История

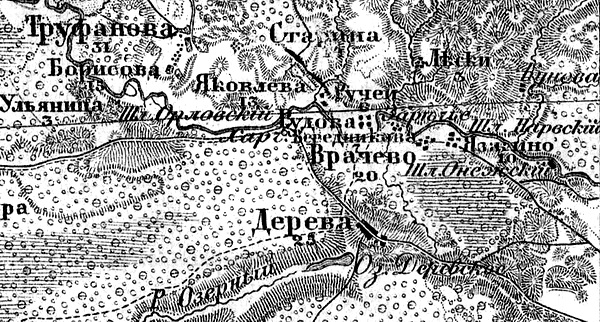
Орловский шлюз на карте 1913 года

По данным 1966 и 1973 годов посёлок Орловский Шлюз являлся административным центром Труфановского сельсовета Бокситогорского района.
По данным 1990 года посёлок Орловский Шлюз входил в состав Большедворского сельсовета.
В 1997 году в посёлке Орловский Шлюз Большедворской волости проживали 13 человек, в 2002 году — 18 человек (все русские).
В 2007 году в посёлке Орловский Шлюз Большедворского СП проживали 8 человек, в 2010 году — 13.

## География
Посёлок расположен в северо-западной части района на автодороге 41К-035 (Большой Двор — Самойлово).
Расстояние до районного центра — 50 км.
Расстояние до ближайшей железнодорожной станции Большой Двор — 25 км.
Посёлок находится на левом берегу реки Тихвинка.

## Демография
| 1997 | 2002 | 2007 | 2010 | 2017 |
| ---- | ---- | ---- | ---- | ---- |
| 13   | ↗18  | ↘8   | ↗13  | ↘11  |